# Tony Snow
Robert Anthony Snow (1. červen 1955 – 12. červenec 2008) byl novinářem a také tiskovým mluvčím Bílého domu ve druhém funkčním období prezidenta George W. Bushe (2006–2007). Zemřel na rakovinu tlustého střeva.
Než se stal tiskovým mluvčím pracoval pro televizní kanál Fox News.